# Plastoune

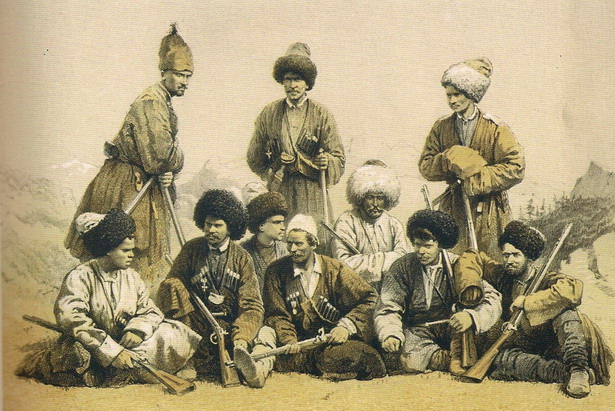
Plastounes des Cosaques de la mer Noire.

Un plastoune (пластун en russe), littéralement celui qui rampe, est un tirailleur d'un bataillon d'infanterie cosaque du Kouban et de la Mer Noire de la fin du XIXe siècle et du début du XXe siècle. 
Le nom plastoune, dérivé de plast (à plat en russe), se rapporte à leur art de se défiler et de ramper à l'attaque pendant le combat.
Les plastounes étaient principalement affectés aux missions de garde, de reconnaissance et de sabotage. 
Ils ont participé à tous les conflits de la conquête du Caucase à la Première Guerre mondiale.